# Святой Георгий (подводная лодка)
Святой Георгий — российская подводная лодка, первая в составе подводного флота России, совершившая выход в океан, одна из первых подводных лодок в составе Северного флота России.

## Предыстория
В начале XX века итальянская фирма «Фиат» серийно строила подводные лодки береговой обороны. Автором их первоначального проекта был инженер Чезаре Лауренти, он же модернизировал проект от партии к партии. Подводные лодки такого типа стояли на вооружении Италии, Швеции, Португалии, Бразилии и Испании.
В России познакомились с итальянским проектом в 1906 году, когда фирма «Фиат» участвовала в конкурсе по разработке малой прибрежной подводной лодки для Балтийского моря. В январе 1914 года директор компании, приехавший в Санкт-Петербург, сумел заинтересовать Морское министерство Российской империи в приобретении одной из подводных лодок улучшенного типа «Медуза», которые строились на верфи Сан-Джорджиа в Специи. Для ознакомления с новой конструкцией в Италию были командированы представители ГУК: начальник подводной части генерал-майор Е. П. Елисеев, корабельный инженер штабс-капитан Б. М. Журавлев и представитель морского генерального штаба лейтенант-подводник Н. К. Нордштейн. В конце марта они прибыли на верфь, осмотрели почти готовую лодку, предназначенную для продажи, а также уже готовую лодку, предназначенную для Бразилии. Б. М. Журавлёв занялся детальным согласованием спецификации.

## Конструкция
Основная особенность всех лодок типа «Лауренти» — двойной прочный корпус, занимавший две трети длины лодки. Водяной балласт располагался в межкорпусном пространстве, которое делилось по высоте на две части наклонной платформой с прогибью. С обоих бортов верхняя цистерна снабжалась клапаном, сообщавшимся с забортной водой и находящимся на уровне грузовой ватерлинии. При погружении одновременно заполнялись водой и верхние, и нижние части межкорпусного пространства, для чего клапаны открывались одновременно. При всплытии откачивался балласт из нижних цистерн, а верхняя часть опорожнялась автоматически по мере всплытия лодки.
Корпуса были одинаковой формы, расстояние между ними составляло 0,15-0,3 м, толщина наружной обшивки — 8,5-11 мм, внутренней − 10 мм. Корпус разделялся поперечными водонепроницаемыми переборками на 9 отсеков, что давало лодке одноотсечную непотопляемость на глубине до 10 м. Две переборки выдерживали давление до 20 метров, в отсеке, образованном ими, в подводном положении должна была находиться вся команда, за исключением двух торпедистов.
Дифферентные цистерны в носу и корме сообщались трубопроводом, по которому балласт перекачивался электропомпой, а удалялся с помощью сжатого воздуха или помп.
Энергетическая установка — двухвальная, на каждый вал приходился свой дизель и электродвигатель, установленные последовательно в самой широкой части корпуса. Аккумуляторные батареи находились в оконечностях лодки, вне прочного корпуса двумя изолированными группами.
Центральный пост был оборудован электрическим лагом, гирокомпасом системы «Сперри», двумя магнитными компасами, двумя перископами, аппаратурой подводной сигнализации и радиостанцией. По штатному расписанию в нём во время похода находились командир, рулевые, минно-машинный старшина. Отсюда же продувались цистерны.
В центральной части лодки, примерно на 0,65 её длины над корпусом находилась водопроницаемая надстройка, склепанная из 4-5 мм стальных листов. Для улучшения мореходных качеств шпигаты закрывались специальными заглушками с помощью тяг, приводимых в действие с палубы. В надводном положении кормовые и носовые горизонтальные рули убирались в надстройку. На случай аварийного всплытия предусматривались два «отрывных» киля весом по 6 тонн и специальные 100-тонные рымы для подъема лодки.
На борту имелось 4 торпеды, две из которых находились в носовых торпедных аппаратах, и ещё две хранились в носовом отсеке над группой аккумуляторов. Б. М. Журавлев предлагал дополнить вооружение лодки четырьмя палубными аппаратами Джевецкого и палубным же устройством постановки мин.
Ознакомившись с результатами испытания бразильской лодки была отмечена чрезмерная остойчивость лодки в надводном положении, недостаточная всхожесть на волну и тяжёлые условия для экипажа: теснота, плохая отделка помещений, наличие всего четырёх постоянных коек. По результатам испытаний надводная скорость лодки составляла 15 узлов, средняя при 6-часовом пробеге — 13,5 узлов, дальность плавания составляла 800 миль, а в режиме экономичного хода на скорости 8,5 узлов — 1760 миль. Под водой лодка прошла 31 милю со скоростью 10 узлов. Полное погружение с хода в 9 узлов при одном работающем дизеле до хода в 7,2 узла на обоих электродвигателях занимало 6,5 минут. Всплытие с 5 метровой глубины с теми же скоростями — 5 минут.

## «Аргонавт»
Контракт был подписан 22 мая 1913 года, согласно ему спецификация оставалась итальянской, за исключением конструкции торпедных аппаратов, которые предназначались под российские торпеды. Стоимость контракта с доставкой лодки в Севастополь и двухмесячными испытаниями составляла 687,5 тыс. рублей. Оплата должна была быть произведена после окончательной приёмки лодки.
Командиром строящейся лодки бы назначен лейтенант Д. Д. Кочетов, а председателем приемной комиссии капитан 2 ранга А. Н. Быков.
22 июня 1913 года лодка с заводским номером № 43 была спущена на воду в стадии высокой степени готовности. Тем же днём состоялись пробы электромоторов на швартовах. 2 июля начались испытания в присутствии российской комиссии, в том числе капитана. Однако начало Первой Мировой войны не позволило довести дело до приемки.
Нейтральная Италия, опираясь на положения Гаагской конференции, отказалась передавать боевой корабль воюющей стране, правительство закрыло выход из Специи и опечатало верфь, несмотря на все попытки морского министерства России перевести лодку в ближайший порт союзной Франции.
Однако в начале октября 1914 года командир заводской команды мичман запаса Анжело Беллони поднял над лодкой Андреевский флаг и вместе со сдаточным экипажем привёл лодку сначала к берегам французской Корсики, затем направился в сторону британской Мальты. Однако непогода и недовольство команды, боявшейся потерять работу, привели к необходимости вернутся в порт, лодка была возвращена заводу, и 18 февраля 1915 года вошла в состав ВМФ Италии, получив название «Аргонавт».

## Новый проект
В конце 1914 года представители «Фиат» предложили Морскому министерству России построить и сохранить до конца войны аналогичную лодку. Учитывая мнение специалистов подводников о техническом совершенстве лодки и её необходимости на флоте, контракт на строительство лодки был продлён со сроком готовности 1 января 1916 года. Однако положение на фронтах вынудило стороны пересмотреть контракт.
В связи с необходимостью в лодке для срочно формировавшейся флотилии Северного Ледовитого океана 25 октября 1916 года был заключён новый контракт, причем с повышенной ценой, что объяснялось более совершенной конструкцией корпуса, механизмов и оборудования по новой спецификации.
Конструкция незначительно отличалась от предыдущей лодки: двойной корпус продлили в корму до фундаментов электромоторов, для повышения дальности плавания часть главных балластных цистерн переоборудовали для приема дополнительных запасов солярки. Были установлены усовершенствованные 6-цилиндровые двухтактные дизели мощностью по 360 л.с и 4 главных электродвигателя по 125 л.с каждый. Также были установлены два новых четырёхтактных воздушных компрессора по 30 л.с, шпиль якорного устройства получил электропривод, как и перископы. Горизонтальными рулями стало возможно управлять не только с центрального поста, но и с несколько увеличенного мостика.
К вооружению добавилось 47-мм орудие, а торпедные аппараты было решено оставить итальянскими.
Стоимость лодки вместе с артиллерией, четырьмя торпедами, дополнительным снаряжением и снабжением составила чуть менее 1 млн рублей.

## Экипаж

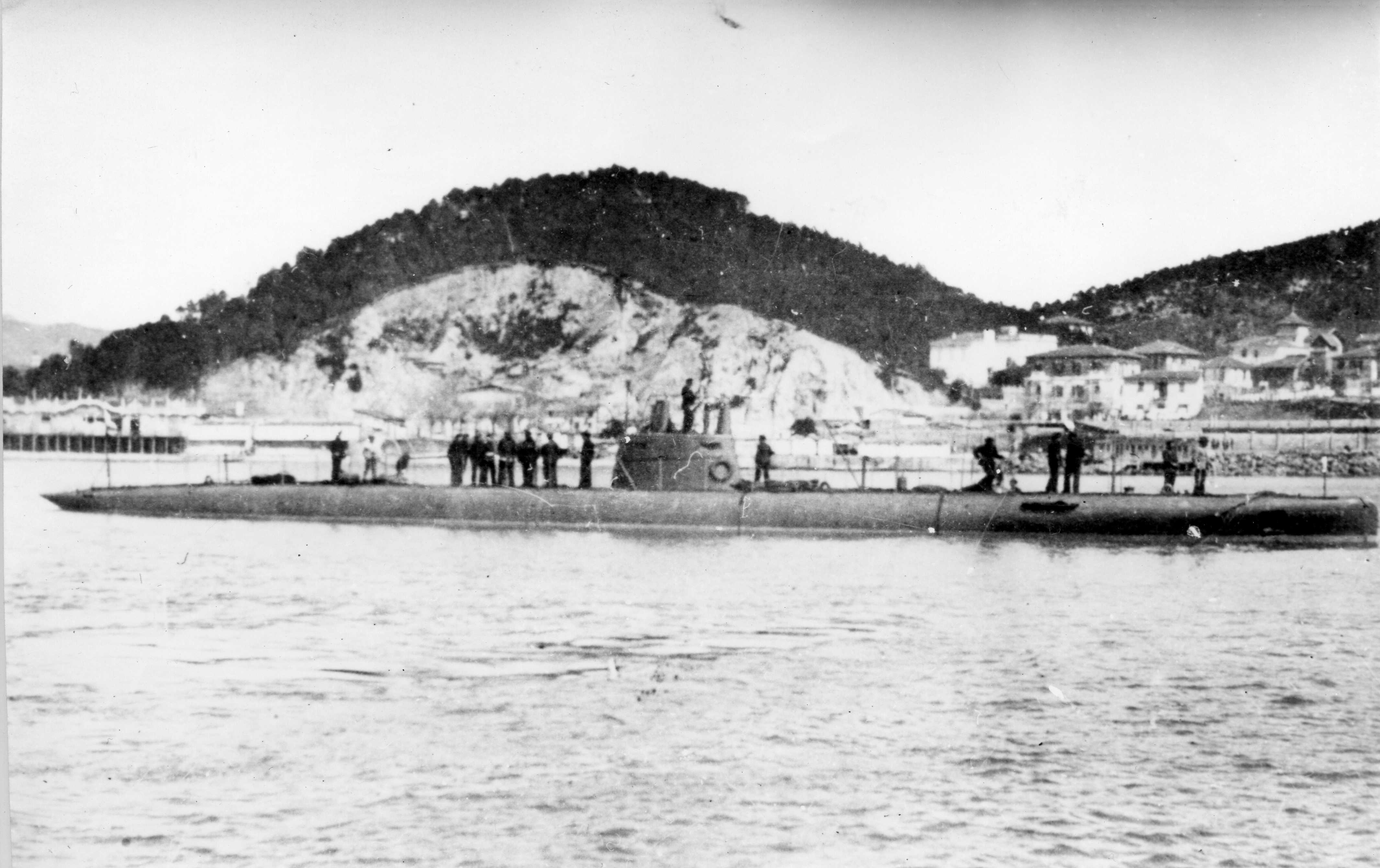
Подводная лодка «Святой Георгий» в Средиземном море

Командиром лодки был назначен старший лейтенант И. И. Ризнич. По мнению некоторых историков российского подводного флота, назначение на доселе небывалый и опасный переход подводника, самый дальний переход которого состоялся одиннадцать лет назад по прибрежному маршруту Либава — Кронштадт, было вызвано желанием унизить, а возможно и погубить, моряка со стороны его давних оппонентов в споре о будущем подводного флота, таким образом доказав бесполезность субмарин.
Ризничу было дано право самому набирать себе команду. Он писал: «Найти себе команду дружную и которой можно вполне довериться, не так трудно, если принять во внимание громадный контингент желающих плавать на подводных судах».
Штурман лейтенант Александр Эдуардович Ропп (ум. 1929) ранее служил на линейном корабле «Слава», помогавшем жителям Мессины, разрушенной землетрясением в 1908 году, затем служил на крейсере «Аскольд», в том числе в ходе Дарданелльской операции. После начала войны командовал одним из тральщиков дивизии траления Балтийского моря.
Подпоручик по адмиралтейству Михаил Алексеевич Мычелкин (ум. 1918) тоже был опытным моряком, из матроса дослужившемся до офицерского звания. Он был одним из выживших при гибели крейсера «Жемчуг» в Пенанге.
Полный список участников исторического перехода приводится по рапорту Ризнича командующему флотилией Северного Ледовитого океана от 9 сентября 1917 года:
1. Старший офицер, лейтенант А. Э. фон дер Ропп 1-й.
2. Подпоручик по адмиралтейству М. А. Мычелкин.
3. Боцман Гусев, старший унтер-офицер.
4. Охотник[1], младший унтер-офицер Семенов.
5. Старший унтер-офицер Юдин.
6. Младший унтер-офицер Доданов.
7. Младший унтер-офицер Никитин.

Мотористы:
1. Младший унтер-офицер Столяров.
2. Старший унтер-офицер Кузьмичев.
3. Минный машинист, младший унтер-офицер Русинов.

Электрики:
1. Младший унтер-офицер Лапшин.
2. Младший унтер-офицер Тимофеев.
3. Комендор, младший унтер-офицер Туликов.
4. Старший радиотелеграфист Кистень.

Двумя группами экипаж в марте 1917 года добрался до Специи.

## Переход в Россию

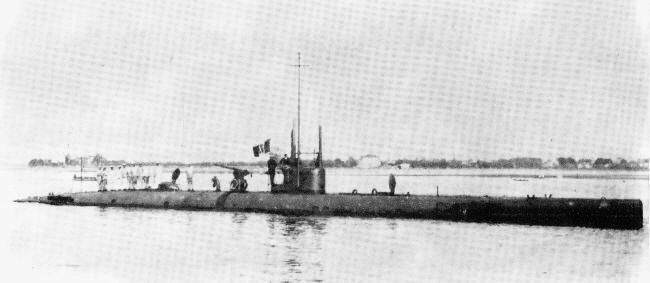

8 апреля лодка, получившая название «Святой Георгий», была спущена на воду. 7 мая 1917 года на ней был поднят Андреевский флаг, хотя ещё более месяца ушло на окончательную достройку, испытания и обучение команды. 12 июня экипаж окончательно занял места на лодке. 13 июня лодка в сопровождении судна-конвоира «Равенна» перешла в Геную, где экипаж несколько дней отдыхал после тяжелой работы по подготовке к переходу.
18 июня после пробного погружения лодка вышла в Средиземное море. 22 июня сигнальщик обнаружил боевой корабль, был предпринят манёвр уклонения изменением курса и увеличением хода, но убедившись, что это не дает гарантии незаметности лодки, субмарина скрылась под водой. Позднее выяснилось, что это был испанский крейсер.
24 июня лодка вошла в Гибралтар, где провела 10 дней. Были осмотрены механизмы, заряжены аккумуляторы, проведена уборка и организована баня. 4 июля в сопровождении британского тральщика № 172 лодка вышла в море. В Атлантическом океане лодка попала в тяжёлую погодную ситуацию: сильный ветер и зыбь. Её начало заливать через люк, попытки захлопывать верхний люк перед очередной волной приводили к тому, что дизеля высасывали воздух из отсеков, перепады давления били экипаж по ушам, моряки не имели возможности ни высушиться — лодка была полна воды, помпы не справлялись с откачкой, ни отдохнуть — из-за качки в койках невозможно было удержаться. Вышел из строя мотор-генератор гирокомпаса. 5 июля качка ещё более усилилась, было принято решение укрыться от непогоды в порту Лиссабона. В ходе очередной стоянки началась дополнительная подготовка к переходу, уже с учётом приобретенного опыта. С лодки перегрузили на сопровождающее судно запасные торпеды, часть запасных частей и имущества были выгружены на берег для последующей отправки в Брест — всё это должно было улучшить мореходные качества лодки при ходе под дизелем на океанской волне.
16 июля лодка в сопровождении французского патрульного судна «Чифони» («Chiffonue») вышла в океан, на берегу остался подпоручик Мычелкин, который должен был сопровождать снятые с лодки грузы. На этот раз переход был ещё короче, вечером 17 числа лодка зашла в порт Лейшойнш. 19 июля лодка продолжила путь по Бискайскому заливу и 22 числа благополучно достигла Плимута, где встретила, в том числе, несколько российских миноносцев. Лодке потребовался непродолжительный ремонт, осложнявшийся, однако тем, что запчасти из Лиссабона ещё не прибыли. Командир лодки Ризнич, однако, сумел договориться с командованием союзников об использовании их материалов, также был вызван инженер из Лондона для починки гирокомпаса. Команда занималась ремонтом, отдыхала и даже получила жалование в фунтах стерлингов.
К 13 августа лодка была готова к выходу в море, но тут, наконец, пришли грузы и запасные торпеды. Почти сутки потребовалось на перегрузку имущества на корабль сопровождения — британский тральщик Iceland, а после проверки торпед и артиллерийского вооружения — лодка входила в зону активного действия действия немецкого флота — оказалось, что барометр упал, и ещё двое суток пришлось дожидаться подходящей погоды.
20 августа лодка, прикрываясь туманом, вышла в Английский канал. Понимая, что выход «Святого Георгия» в море не останется без реакции со стороны немецкого флота, Ризнич не стал заходить в Ла-Манш, а отправился более безопасным, но более сложным в навигационном отношении путём через Ирландское море, Северный пролив, обходя британские острова севером.
23 августа после выхода из пролива Норт-Минч была объявлена боевая тревога. Лодка шла под одним левым дизелем, правый вышел из строя. В 12-30 с тральщика был получен сигнал, что они наблюдают след от торпеды. На «Святом Георгии» не видели ни торпеды, ни перископа, но рисковать не стали и укрылись в бухте Тёрсо. 25 августа лодка достигла базы британского флота в бухте Скапа-Флоу, где произвела быстрый ремонт. Несмотря на желание капитана скорее выйти в море из-за опасности попасть позднее в осенние шторма, пришлось задержаться на несколько дней из-за неготовности к дальнейшему переходу тральщика сопровождения. Когда же 29 августа корабли вышли в море, оказалось, что из-за низкого качества угля тральщик не может держать ход более чем 7 узлов, что сводило на нет высокие скоростные качества лодки.
31 августа лодка вышла к норвежскому полуострову Статланд (коммуна Намдалсэйд), таким образом покинув наиболее опасную зону Северного моря, после чего трое суток двигалась вдоль норвежского побережья, достигнув 4 сентября мыса Нордкап. По-прежнему приходилось держать малый ход: и из-за медлительности тральщика, и из-за выхода из строя теперь уже левого дизеля. Сразу же после выхода в Баренцево моря лодка оказалась в самой неблагоприятной погодной обстановке за все время плавания: тяжёлая зыбь, шквалистый ветер с дождём, порой переходящий в ураганный. Вышел из строя рулевой привод, огромных трудов стоило держать лодку против волны. Командир приказал задраить верхний люк и перейти на электромоторы. Некоторые члены экипажа даже переоделись в чистое «смертное» белье. Двое суток экипаж боролся о стихией, продвигаясь вперед самым малым ходом. Вечером 6 сентября лодка прибыла в Иоканьгу.
Несмотря на то, что неполадки были исправлены к утру, погода не улучшалась, и лишь 8 сентября лодка вышла в последний переход.
9 сентября лодка ошвартовалась в Архангельске, за 89 суток похода пройдя более 5000 миль по водам пяти морей и двух океанов.
Морской министр контр-адмирал Д. Н. Вердеревский так писал в приказе по флоту:

«Этот блестящий, исключительный по условиям плавания переход лодкою малого водоизмещения в осеннее время св. 5000 миль через ряд зон расположения германских подводных лодок, минных заграждений и т. п. наглядно показывает, что офицерам и матросам, сплоченным взаимным уважением и преданным своему делу, не страшны не только поставленные врагом всевозможные преграды, но и сама стихия… Родина вправе будет гордиться беспримерным в истории подводного плавания переходом подводной лодки малого водоизмещения из Италии в Архангельск».

## Служба
В России предполагалось присвоить лодке название в виде литеры «Ф-1», но капитану удалось сохранить заводское название. Блистательный переход в 5000 миль на лодке малого водоизмещения, в тяжёлых погодных условиях и боевой обстановке был отмечен специальным приказом Морского министра. Экипаж лодки был удостоен правительственных наград. Лодку посетили все высшие офицеры флотилии Северного Ледовитого океана, состоялось показательное погружение на Северной Двине.
Однако 12 сентября руководство флотилии рапортовало, что лодку невозможно использовать в условиях севера. Оказалось, что конструктивные особенности лодки не позволяют ей действовать при отрицательной температуре: часть трубопроводов находилась выше ватерлинии, там же находилась и пара масляных холодильников. Обмерзание шпигатов делало невозможным погружение, а во внутренних помещениях отсутствовали теплоизоляция и отопление. По выводам специальной комиссии лодку следовало использовать исключительно на Балтийском или Чёрном морях, в летнее время и недалеко от баз. Такое заключение стало основанием для отказа от закупки ещё двух аналогичных лодок.

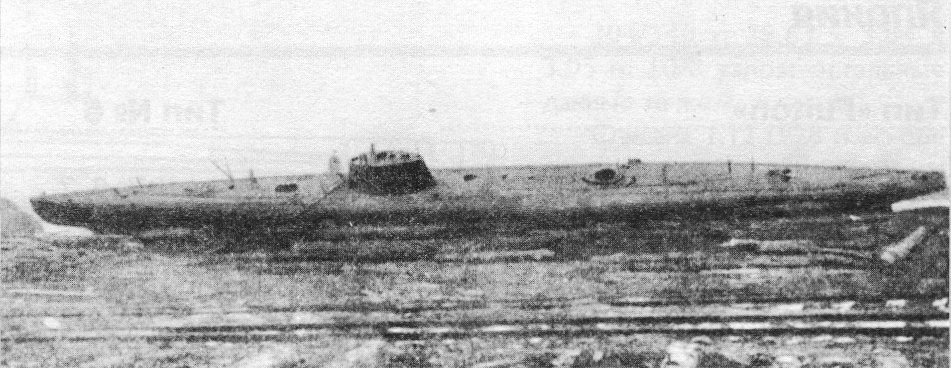
Лодка на берегу Северной Двины

«Святого Георгия» в октябре поставили в док судоремонтного завода, было предложено отправить её в Балтийское море. Весной 1918 года началась подготовка к переходу на Балтику, но интервенция Антанты помешала этим планам. Экипаж, сочувствовавший большевикам, чтобы лодка не стала трофеем и не была перегнана в Великобританию, поднялся на субмарине по Северной Двине, привёл её в нерабочее состояние и выбросил на берег. За зиму привели лодку в рабочее состояние. Весной 1919 года командир лодки лейтенант П. И. Лазаревич предложил использовать хорошие мореходные качества лодки и высокую дальность плавания для охраны промыслов, но его предложение не было поддержано. В ноябре лодка перешла в Мурманск, где находилась до прихода частей Красной Армии.
15 апреля 1920 года лодку включили в состав советской Беломорской военной флотилии, а 7 мая получила новое название — «Коммунар». Её вновь отправили в Архангельск, где вновь отремонтировали в доке и довооружили двумя пулемётами. В августе — сентябре лодка «Коммунар» совместно со своей плавбазой «Соколица» дважды выходила в практическое плавание в южную часть Белого моря. На зимовку лодка снова ушла в Мурманск. Летом 1921 года снова возникла идея перевести лодку на Балтику, но возобладало иное мнение, и в августе её законсервировали и сдали на длительно хранение в Архангельский военный порт.
В 1923 году лодку обследовали, оказалось, что находившаяся без присмотра лодка получила ряд повреждений и лишилась части механизмов. 5 июня 1924 года лодка была списана и передана «на реализацию». Однако в дальнейшем она попала в ЭПРОН и ещё около десяти лет использовалась в качестве понтона при подъеме затонувших судов.
Была разделана на металл в Архангельском военном порту.

## Командиры
- Старший лейтенант И. И. Ризнич (01.03.1917 −4.6.1918, фактически вступил в командование 7.5.1917);
- Лузанов В. Э. (26.06.1918-17.10.1918)[2]
- лейтенант П. И. Лазаревич-Шепелевич (26.06.1918-11.04.1919; 29.09.1919-11.02.1920; 01.03.1920-13.07.1921).